# Drosophila cognata
Drosophila cognata är en tvåvingeart som beskrevs av Percy H. Grimshaw 1901. Drosophila cognata ingår i släktet Drosophila och familjen daggflugor.
Artens utbredningsområde är Hawaii.